# Vinkelrät

Vinkelräta plan

Vinkelrät (ungefär ”vinkelrak”, jämför tyska: winkelrecht), även perpendikular eller perpendikulär (av latin: perpendicularis, ”lodrät”), är inom geometrin förhållandet när någots riktning bildar en rät vinkel mot något annat, det vill säga två linjer eller plan där supplementvinklarna mot varandra är lika stora, alltså att vinklarnas mätetal båda är 90° grader eller π/2 radianer. 
I figuren är linjesegmentet AB vinkelrät mot linjesegmentet CD vilket betecknas: {\displaystyle AB\perp CD\,} För riktningskoefficienterna k1 och k2 till två vinkelräta linjer gäller sambandet: {\displaystyle k_{1}\,k_{2}=-1}

## Begrepp
Andra ord för vinkelrät är ortogonal och matematisk normal (jämför astronomisk normal).
- En linje som är vinkelrät mot en annan linje kallas normal till linjen.
- En linje som är vinkelrät mot ett plan kallas normal till planet, vilket i sin tur är ett normalplan till linjen.
- En vektor som är vinkelrät mot ett annat objekt kallas normalvektor till objektet.

Ett koordinatsystem med axlar som är ortogonala (vinkelräta mot varandra) och normerade (har samma längdskala) kallas för ett ortonormerat koordinatsystem. En uppsättning enhetsvektorer som är sinsemellan vinkelräta kallas för en ortonormerad bas.